# B.com
Die b.com GmbH war ein Dienstleistungs- und Handelsunternehmen der IT-Branche. Zielgruppe waren kleine und mittlere Unternehmen, angeboten wurden PCs, PC-Komponenten, Software, Zubehör, EDV-Peripherie und Consumer Electronics. Das Unternehmen hatte seinen Sitz in Köln und unterhielt Standorte in Braunschweig, Gießen und auf den Balearen. Das Unternehmen wurde 1996 als Einzelunternehmen gegründet, 1997 in eine GmbH umgewandelt und war seit 2002 Aktiengesellschaft (b.com Computer AG). Im Juni 2011 verkaufte der Firmengründer Horst P. Beck bzw. dessen Osmab Holding AG b.com an Torsten Belverato und Thomas Hoffmann.
Am 15. März 2013 stellte der Betrieb beim Amtsgericht Köln einen Antrag auf die Eröffnung eines Insolvenzverfahrens, nachdem ihm der Kreditversicherer Euler Hermes zwei Tage zuvor bereits die Kreditlinien gestrichen hatte.
Am 27. März 2013 teilte das Unternehmen in einer Pressemitteilung mit, dass Ende März 2013 ein Betriebsübergang in die b.com GmbH erfolge, die von der Wortmann AG als neuem Investor übernommen werde. Die b.com GmbH blieb als eigenständiges Unternehmen mit dem Gros der 115 Arbeitsplätze sowie der Vertriebsniederlassungen erhalten. Die insolvente b.com Computer AG wurde im Rahmen des Insolvenzverfahrens abgewickelt.
Nachdem Anfang 2014 Lager und Logistik von b.com mit der Wortmann-Tochter Kosatec Computer GmbH zusammengelegt worden waren, verließ Torsten Belverato das Unternehmen und Siegbert Wortmann übernahm die alleinige Firmenleitung. Ab 1. Mai 2014 übernahm Kosatec das komplette aktive Geschäft der b.com und auch die verbleibenden 35 Mitarbeiter.